# Station Hranice v Čechách
Station Hranice v Čechách (Hranice in Bohemen) is een spoorwegstation in de Tsjechische gemeente Hranice. Het station is het eindpunt van spoorlijn 148. Het station wordt beheerd door de nationale spoorwegonderneming České dráhy in samenwerking met de Staatsorganisatie voor spoorweginfrastructuur (SŽDC). Bij station Hranice v Čechách vindt geen verkoop van tickets plaats, treinkaartjes moeten in de trein aangeschaft worden.
Tot het einde van de Tweede Wereldoorlog was het station in Hranice nog geen kopstation. Voor 1945 liep de spoorlijn door naar het Duitse stadje Adorf. Tegenwoordig moeten de weinige treinen die het station aandoen omkeren, en terug naar Aš.
Het station wordt slechts één keer per dag aangedaan. Om 16:42 komt deze trein aan vanuit Aš, en gaat om 17:13 weer terug naar die plaats. Met kerst en oud en nieuw is het station geheel treinloos, de enige trein van de dag rijdt dan ook niet.
Cheb ↔ Františkovy Lázně-Aquaforum ↔ Františkovy Lázně ( ↔ aftakking: Tršnice) ↔ Františkovy Lázně-Seníky ↔ Vojtanov obec ↔ Hazlov ↔ Aš ↔ Aš město ↔ Aš předměstí ↔ Štítary ↔ Podhradí ↔ Studánka ↔ Hranice v Čechách